# Fernando de Escondrillas
Fernando de Escondrillas y Luis de Alburquerque (Bilbao, 22 de enero de 1887- Madrid, 22 de mayo de 1937) fue un arquitecto español.

## Biografía
Nacido en la capital de España, por su línea familiar perteneció a la Asociación de Artistas Vascos.
En 1918 diseñó la reforma del Palacio Larrinaga de Zaragoza, obra del arquitecto zaragozano Félix Navarro. Escondrillas realzó las cuatro torres y sustituyó por un gran cimborrio en forma de prisma octogonal la cúpula central para iluminación del patio. Decoró además torres y cimborrio con azulejos de estilo renacentista, que dieron carácter al espléndido edificio.("Restauración del Palacio Larrinaga". Autores: Pemán y Franco. Zaragoza, 1997).
Diseñó varias colonias acogidas a la Ley de Casas Baratas, a comienzos del siglo XX en Madrid, como la Pico del Pañuelo" (1927), la Colonia del Retiro "La Regalada" (1925-1932); y la "Primo de Rivera" y el "Jardín Municipal" en Chamartín.
También firmó los proyectos de dos edificios de la Gran Vía de Madrid, el situado en el número 64 y el "Vitalicio", construido en 1930 y que da a la plaza de España.
En Sevilla proyectó, en el marco de la Exposición Iberoamericana de 1929, la barriada de los «Hoteles del Guadalquivir», conocido actualmente como Heliópolis.